# Tunnelen (film fra 1933)
|  | Se også Le tunnel og Tunnelen (andre film) |
Tunnelen (tysk: Der Tunnel) er en tysk/fransk science fiction-film fra 1933 instrueret af Kurt Bernhardt. Filmen er baseret på romanen af samme navn skrevet af Bernhard Kellermann i 1913. Der blev optaget en fransksproget udgave af filmen samtidig med den tyske film med samme filmhold og primært franske skuespillere. Samme roman blev også filmatiseret i Storbritannien to år senere.
Filmen handler om konstruktionen af en enorm tunnel under Atlanterhavet til at forbinde Europa og Amerika.

## Handling
En ingeniør ansættes til at planlægge og overvåge konstruktionen af en tunnel mellem Europa og USA. Imidlertid er der stærke interesser, der ikke ønsker tunnelen anlagt, og som bruger alle midler, herunder sabotage og mord, for at forhindre konstruktionen af tunnelen.

## Medvirkende
- Paul Hartmann - Mac Allan
- Attila Hörbiger - Hobby
- Olly von Flint - Mary Allan
- Gustaf Gründgens - Hr. Woolf, direktør for tunnelsyndikatet
- Otto Wernicke - Bärmann
- Max Weydner - Hr. Lloyd, finansmand
- Elga Brink - Ethel Lloyd
- Richard Ryen - Gordon
- Georg Henrich - Vandrstyfft
- Max Schreck - Chesterfield